# Jürgen Flügge
Jürgen Flügge (* 27. Mai 1944 in Darmstadt) ist ein deutscher Dramaturg, Theaterregisseur, Autor, Dozent und Theaterintendant.

## Leben und Wirken
Flügge ließ sich 1965 von Darmstadt kommend in München nieder, wo er 1967 bis 1971 Theaterwissenschaft und Germanistik studierte. 1971 wurde er Regieassistent und Dramaturg am Münchner Theater der Jugend, von 1972/73 bis 1974 fungierte er als Dramaturg im Theater am Turm in Frankfurt am Main.
Er wechselte an das Schauspiel Frankfurt, danach 1976/77 an das Staatstheater Stuttgart. Im Herbst 1977 war er Spielleiter und Mitautor bei der Aufführung des Stücks Was heißt hier Liebe? am Berliner Theater Rote Grütze. Bis 1979 war er als freier Regisseur und Dramaturg in Kiel, Landshut und Bern tätig.
Von 1980 bis 1989 leitete er als Intendant das Münchner Theater der Jugend. Unter anderem durch die Organisation von drei internationalen Kinder- und Jugendtheatertreffen förderte er das Ansehen des TdJ. Er arbeitete kontinuierlich mit dem Autor Wilfrid Grote und den Regisseuren Hansjörg Betschart und Beat Fäh zusammen.
Flügge selbst inszenierte unter anderem Andreas Schmidts Jonas in der Wüste (1980), Rudolf Herfurtners Café Star-Traum (1982), William Shakespeares Romeo und Julia in der Fassung Betscharts (1983, Co-Regie), Ad de Bont/Allan Zipsons Das besondere Leben der Hilletje Jans (1987, Theater Nürnberg) und Die Schöne und die Bestie (1987, nach dem Film Es war einmal).
1989 wurde er als Nachfolger von Friedrich Schirmer zum Intendanten an die Württembergischen Landesbühne Esslingen berufen. Auch hier nahm er sich besonders um die Integrierung von Erwachsenen- und Jugendtheater sowie die Hinwendung zu zeitgenössischen Autoren an. In vier Jahren führte er sechs Uraufführungen und neun deutsche Erstaufführungen durch.
1993 wurde er zum Generalintendanten des Staatstheaters Braunschweig gewählt. Er veranlasste mehrere Uraufführungen, darunter Harald Gerlachs Vergewaltigung, die Wiederaufführung von Zeitstücken aus den 1920er Jahren wie Miroslav Krležas Die Wolfsschlucht, die Einführung von modernen Opern und die Wiederbelebung des Festivals Theaterformen 1995 mit Thomas Petz. 
Obwohl Flügge nach Meinung von überregionalen Kritikern ein überzeugender Neuanfang gelungen war, stieß er vor allem im Musiktheater auf starken Widerstand konservativer Abonnenten, so dass er mit dem Ende der Spielzeit 1994/95 seinen Vertrag vorzeitig kündigte.
Ab 1995 arbeitete er als freier Regisseur unter anderem in Wien, Zagreb, Wiesbaden, London und Kiel. 
2003 bis 2006 war er Intendant der Schlossfestspiele auf Schloss Ettlingen und wurde zum Vorstandsvorsitzenden des Fonds Darstellender Künste gewählt. Flügge ist Mitglied der Deutschen Akademie der Darstellenden Künste in Bensheim und Ehrenmitglied der ASSITEJ.
Zurzeit ist Jürgen Flügge Dozent für Theatergeschichte an der Theaterakademie Mannheim, sowie Leiter und Regisseur am Hoftheater Tromm, das von ihm gegründet wurde.
Das Hof-Theater-Tromm besteht seit 1996 und bietet ein vielfältiges Familienprogramm an. Seinen Schwerpunkt hat es im Kinder- und Jugendtheater. Jedes Jahr werden mindestens 2 Eigenproduktionen und eine Koproduktion entwickelt. Das Hoftheater Tromm befindet sich auf der Tromm im Odenwald in Südhessen inmitten der Natur.

## Werke
- "Die Schöne und die Bestie" (Madame Leprince de Beaumont, Jürgen Flügge, Brigitte Korn): UA 8. Oktober 1987, SchauBurg, München; R: J. Flügge
- "Eine zauberhafte Reise hinters Licht" (Jürgen Flügge, Frederic Hormuth, Dietmar Sachser): UA 6. März 1999, LT Schwaben, Memmingen; R: H. Seitz
- "Ich bin nicht Siegfried" (Jürgen Flügge): UA 20. Februar 1999, Theater Micro-Macro, Tromm/Odenwald; R: J. Flügge